# Малхасянц, Степан Саркисович
Степан Саркисович Малхасянц (з.-арм. Ստեփան Մալխասեանց [Сдепан Малхасянц], арм. Ստեփան Սարգսի Մալխասյանց; 25 октября [6 ноября] 1857 — 21 июля 1947) — армянский филолог, лингвист и лексикограф, автор трудов по классическому армянскому языку, автор «Толкового словаря армянского языка», толкователь и переводчик произведений древнеармянских авторов на современный армянский язык. Академик Академии наук Армянской ССР (1943). Лауреат Сталинской премии первой степени (1946). Один из авторов флага Армении.

## Биография
С. С. Малхасянц родился в городе Ахалцихе Российской империи (в настоящее время — Грузия) в 1857 году. Начальное образование получил в церковно-приходской армянской школе Карапетяна в Ахалцихе. С 1874 по 1878 годы обучался в духовной семинарии Геворкяна в Эчмиадзине (Армения).
В последний год обучения в семинарии поступил на факультет востоковедения Санкт-Петербургского Императорского университета. Был учеником К. Патканяна. В 1889 году окончил университет как специалист в области армянского и грузинского языков, а также санскрита, получив ученую степень кандидата.
По окончании обучения преподавал армянский язык в школах и писал статьи в периодических и академических журналах. Возвратившись в Закавказье, начал преподавать в церковно-приходской школе Карапетяна, позже в гимназии Егиазаряна в Ахалцихе, а затем в духовных семинариях Нерсесяна, Овнаняна и Гаяняна в Тифлисе и Геворкяна в Вагаршапате.
После основания в феврале 1920 года Ереванского государственного университета С. Малхасянц преподавал на факультете истории и лингвистики и стал первым преподавателем, прочитавшим первую лекцию в этом новом высшем учебном заведении.
В 1940 году С. Малхасянц был удостоен звания доктора наук в области филологии honoris causa. В 1943 году участвовал в учреждении Академии наук Армянской ССР и был избран её членом.
Умер в 1947 году в Ереване в возрасте 89 лет.

## Научные труды
Степан Малхасянц активно интересовался изучением классической и средневековой историографии Армении ещё до окончания Санкт-Петербургского Императорского университета. В 1885 году опубликовал своё первое критическое издание «Вселенской истории», написанной историком XI века Асохиком — Степаносом Таронеци. Позже опубликовал несколько других критических изданий текстов армянских историков, включая «начальные истории» Армении Фавстоса Бузанда (1896), Себеоса (1899), Лазаря Парпеци (1904) и Мовсеса Хоренаци (1940). К последнему С. Малхасянц испытывал особый интерес и опубликовал свыше 50 трудов «отца армянской истории» в виде книг, статей и монографий.
В последующие годы С. Малхасянц написал ряд трудов по грамматике грабара (классического армянского языка) и ашхарабара (современного армянского языка). Важнейшими исследованиями С. Малхасянца в области языкознания являются работы «Склонение, спряжение и префиксы грабара» (1891) и «Согласование грабара» (1892), которые долгие годы служили пособиями для изучения грабара. В предисловии к работе «Согласование грабара» С. Малхасянц исследовал вопрос происхождения различных диалектов армянского языка и пришёл к выводу, что диалекты существовали ещё до создания армянского алфавита, а грабар был одним из них (араратский диалект), который поднялся до уровня литературного языка. В 1958 году был опубликован его перевод на русский язык исторического труда «Джамбр» католикоса XVIII века Симеона Ереванци.
В 1944—1945 годах С. Малхасянц завершил свой монументальный труд — «Толковый словарь армянского языка» в четырёх томах, который был отмечен Сталинской премией (1946). Словарь, над которым учёный начал работать в 1922 году, максимально полно охватывает лексику древне-, средне- и обоих новоармянских литературных языков (восточного и западного), а также многочисленных армянских диалектов. С. Малхасянц исследовал заимствования (как новые, так и старые), включая заимствованные слова из персидского, греческого, ассирийского, русского языков, иврита и других, приводя примеры их употребления и толкование. «Толковый словарь армянского языка», охватывающий около 120 тыс. слов, до сих пор он не утратил своей значимости.

## Переводческая деятельность
С. Малхасянц также занимался переводами произведений с иностранных языков на армянский. Кроме пьес Уильяма Шекспира, в том числе «Короля Лира» (1887) и «Макбета» (1892), он перевёл роман немецкого египтолога и писателя Георга Эберса (Georg Ebers) «Ведь я человек» (Homo sum) (1898).

## Семья
Вскоре после окончания Университета С. Малхасянц женился на Сатеник Павловне Бенклян, с которой прожил всю свою жизнь. У супругов было шестеро детей.

## Награды
- Орден Ленина (24.11.1945).
- Сталинская премия первой степени (1946) — за капитальный труд «Толковый словарь армянского языка» (1944).[11]

Доклад С. Малхасянца послужил основанием для выбора цветов государственного флага Армении во время недолгого периода её независимости (1918—1921). После обретения Арменией независимости в результате распада Советского Союза этот флаг вновь стал её государственным символом.

## Память
В память о Степане Саркисовиче Малхасянце установлена мемориальная доска на доме, где он жил в 1943—1947 годах (дом № 9 по проспекту Месропа Маштоца в Ереване).